# Інгібітори зворотної транскриптази
Інгібітори зворотної транскриптази - клас антивірусних препаратів що діють на ретровіруси й використовуються в лікуванні ВІЛ-інфекції. ІЗТ пригнічують активність зворотної транскриптази яка необхідна для реплікації вірусу імунодефіциту та інших ретровірусів.
Можуть як мати структурну подібність з нуклеотидними основами(нуклеозидні інгібітори зворотньої транскриптази, так і бути відмінними по будові(ненуклеозидні інгібітори зворотньої транскриптази).

## Дивись також
- АЗТ
- Абакавір/Ламівудин/Зидовудін